# Magdaléna Tichá
Magdaléna Tichá – czeska (do roku 2011) i holenderska (od roku 2011) brydżystka.

## Wyniki brydżowe

### Zawody światowe
W światowych zawodach zdobyła następujące lokaty:
| Mistrzostwa Świata. Konkurencja teamów | Mistrzostwa Świata. Konkurencja teamów | Mistrzostwa Świata. Konkurencja teamów     | Mistrzostwa Świata. Konkurencja teamów | Mistrzostwa Świata. Konkurencja teamów | Mistrzostwa Świata. Konkurencja teamów |
| Rok                                    | Miejsce                                | Zawody                                     | Kategoria                              | Drużyna                                | Pozycja                                |
| -------------------------------------- | -------------------------------------- | ------------------------------------------ | -------------------------------------- | -------------------------------------- | -------------------------------------- |
| 2013                                   | Nusa Dua                               | 41. Mistrzostwa Świata Teamów              | Trans                                  | White House                            | 3                                      |
| 2012                                   | Taicang                                | 14. Drużynowe Mistrzostwa Świata Młodzieży | Dziewczęta                             | Netherlands                            | 2                                      |
| 2009                                   | Stambuł                                | 1 Światowy Kongres Młodzieży               | Juniorzy BAM                           | Tofas                                  | 19                                     |
| 2009                                   | Stambuł                                | 1 Światowy Kongres Młodzieży               | Juniorzy                               | Tofas                                  | 25                                     |

| Mistrzostwa Świata. Konkurencja par | Mistrzostwa Świata. Konkurencja par | Mistrzostwa Świata. Konkurencja par | Mistrzostwa Świata. Konkurencja par | Mistrzostwa Świata. Konkurencja par | Mistrzostwa Świata. Konkurencja par |
| Rok                                 | Miejsce                             | Zawody                              | Kategoria                           | Partner                             | Pozycja                             |
| ----------------------------------- | ----------------------------------- | ----------------------------------- | ----------------------------------- | ----------------------------------- | ----------------------------------- |
| 2009                                | Stambuł                             | 1 Światowy Kongres Młodzieży        | Juniorzy                            | František Králík                    | 1                                   |

### Zawody europejskie
W europejskich zawodach zdobyła następujące lokaty:
| Zawody europejskie. Konkurencja teamów | Zawody europejskie. Konkurencja teamów | Zawody europejskie. Konkurencja teamów    | Zawody europejskie. Konkurencja teamów | Zawody europejskie. Konkurencja teamów | Zawody europejskie. Konkurencja teamów |
| Rok                                    | Miejsce                                | Zawody                                    | Kategoria                              | Drużyna                                | Pozycja                                |
| -------------------------------------- | -------------------------------------- | ----------------------------------------- | -------------------------------------- | -------------------------------------- | -------------------------------------- |
| 2013                                   | Wrocław                                | 24. Młodzieżowe Mistrzostwa Europy Teamów | Dziewczęta                             | Netherlands                            | 2                                      |
| 2011                                   | Albena                                 | 23 Młodzieżowe Mistrzostwa Europy Teamów  | Dziewczęta                             | Netherlands                            | 2                                      |
| 2010                                   | Ostenda                                | 50 Mistrzostwa Europy Teamów              | Kobiety                                | Czech Republic                         | 28                                     |
| 2009                                   | Braszów                                | 22 Młodzieżowe Mistrzostwa Europy Teamów  | Młodzież Szkolna                       | Czech Republic                         | 13                                     |
| 2009                                   | Braszów                                | 22 Młodzieżowe Mistrzostwa Europy Teamów  | Dziewczęta                             | Czech Republic                         | 7                                      |

| Zawody europejskie. Konkurencja par | Zawody europejskie. Konkurencja par | Zawody europejskie. Konkurencja par    | Zawody europejskie. Konkurencja par | Zawody europejskie. Konkurencja par | Zawody europejskie. Konkurencja par |
| Rok                                 | Miejsce                             | Zawody                                 | Kategoria                           | Partner                             | Pozycja                             |
| ----------------------------------- | ----------------------------------- | -------------------------------------- | ----------------------------------- | ----------------------------------- | ----------------------------------- |
| 2012                                | Vejle                               | 11. Młodzieżowe Mistrzostwa Europy Par | Miksty Młodzieżowe                  | Joris van Lankveld                  | 15                                  |
| 2012                                | Vejle                               | 11. Młodzieżowe Mistrzostwa Europy Par | Dziewczęta                          | Sigrid Spangenberg                  | 1                                   |
| 2011                                | Poznań                              | 5. Otwarte Mistrzostwa Europy          | Miksty                              | Richard Ritmeijer                   | 3                                   |
| 2010                                | Opatija                             | 10 Młodzieżowe Mistrzostwa Europy Par  | Dziewczęta                          | Kateřina Tichá                      | 2                                   |
| 2008                                | Wrocław                             | 9 Młodzieżowe Mistrzostwa Europy Par   | Dziewczęta                          | Sona Heroutova                      | 6                                   |

## Klasyfikacja
- Magdaléna Tichá – klasyfikacja WBF (ang.)
- Magdaléna Tichá – klasyfikacja EBL (ang.)